# Лазарев, Геннадий Захарович
Генна́дий Заха́рович Ла́зарев (род. 21 июня 1937, Петергоф, Ленинградская область, РСФСР, СССР) — советский архитектор и востоковед (китаист, японист). Кандидат архитектуры (1972 год). 

## Биография
Геннадий Захарович Лазарев родился 21 июня 1937 года в Петергофе.
Окончил Политехнический институт Цинхуа (1961 год) и Московский архитектурный институт (1963 год). С 1961 года сотрудник Главного архитектурно-проектного управления.
Написал кандидатскую диссертацию по архитектуре на тему «Сравнительный анализ развития архитектуры Китая и Японии в VI—XII веках» и защитил её 21 июня 1972 года в Государственном комитете по гражданскому строительству и архитектуре при Госстрое СССР.